# شارل أوجستان سانت بوف
شارل أوغستان سانت ـ بوف (بالفرنسية: Charles Augustin Sainte-Beuve)‏ كاتب وناقد فرنسي وُلد في بولوني سور مير في 23 ديسمبر عام 1804. درس البلاغة والفلسفة، ثم بدأ بدراسة الطب لكنه لم ينهٍ دراستها. عمل صحفيًا في صحيفة غلوب. اترتبط بصداقة مع فيكتور هوجو، ثم انضم إلى مجموعة سيناكل، التي كانت مهد الحركة الإبداعية الفرنسية. كتب العديد من الدراسات التي كان لها تأثير مهم في تاريخ النقد الأدبي ونشر العديد من النصوص النقدية. في عام 1828، قام بنشر كتابه الأول اللوحة التاريخية والنقدية للشعر والمسرح الفرنسي في القرن السادس عشر، ثم أتبعه بكتاب آخر، كان مزيجًا من الشعر والنثر تحت عنوان حياة وأشعار وأفكار جوزيف ديلورم عام 1829، وديوان شعر بعنوان المواساة عام 1830، والذي لم يكتب له النجاح الكبير مثله مثل سيرته الذاتية اللذة التي كتبها عام 1834. ثم قرر بعد ذلك التفرغ للدراسات النقدية الأدبية.
بدأ دراسته النقدية عن كتاب الجانسينية بور روايال وأتبعها بدراسة عن شاتوبريان ومجموعته الأدبية في الحقبة الإمبراطورية ثم سلسلة دراسات نقدية وصور أدبية في الفترة من 1836 إلى 1839 وأحاديث الاثنين في الفترة من 1851 إلى 1862، إضافة إلى مراسلات ودفاتر حميمية. اتبع سانت ـ بوف المنهج الوصفي التحليلي الذي كان يهدف إلى الفهم العميق للكاتب وحقبته، وقد نجح بدوره في التأريخ للمؤسسات الأدبية، ولدور الأجيال الفنية، وكيفية تشكيل صورة الكاتب في علم اجتماع الأدب. انُتخب عضوًا في الأكاديمية الفرنسية عام 1844.
تميز أسلوبه بالدقة، وكان نقده يعرف بالنقد البناء وكان مبنيًا على التاريخ الطبيعي للفكر. وقد صنف الباحث الفرنسي جان ـ بيير ريشار منهج سانت - بوف النقدي إلى ثلاثة مستويات وهي: الأنا المبدعة (الشخص)، والإبداع (العمل الأدبي)، والسيرة الذاتية (البعد التاريخي للأنا والعمل الأدبي). وأشار سانت ـ بوف إلى أن العمل الأدبي ما هو إلا نتاج أنا أخرى غير التي تظهر في عاداتنا ومجتمعنا وحياتنا. وتوفي في باريس في 13 أكتوبر عام 1869.

## روابط خارجية
- شارل أوجستان سانت بوف على موقع الموسوعة البريطانية (الإنجليزية)
- شارل أوجستان سانت بوف على موقع ميوزك برينز (الإنجليزية)
- شارل أوجستان سانت بوف على موقع إن إن دي بي (الإنجليزية)
- شارل أوجستان سانت بوف على موقع ديسكوغز (الإنجليزية)